# Baggs
Baggs è un centro abitato (town) degli Stati Uniti d'America, situato nella Contea di Carbon dello Stato del Wyoming. Nel censimento del 2000 la popolazione era di 348 abitanti.

## Geografia fisica
Secondo i rilevamenti dell'United States Census Bureau, la località di Baggs si estende su una superficie di 1,3 km², tutti occupati da terre.

## Popolazione
Secondo il censimento del 2000, a Baggs vivevano 348 persone, ed erano presenti 88 gruppi familiari. La densità di popolazione era di 273 ab./km². Nel territorio comunale si trovavano 197 unità edificate. Per quanto riguarda la composizione etnica degli abitanti, il 94,83% era bianco, il 2,59% era nativo, lo 0,29% proveniva dall'Asia, l'1,72% apparteneva ad altre razze e lo 0,57% a due o più. La popolazione di ogni razza ispanica corrispondeva al 5,17% degli abitanti.
Per quanto riguarda la suddivisione della popolazione in fasce d'età, il 26,1% era al di sotto dei 18, il 6,3% fra i 18 e i 24, il 31,0% fra i 25 e i 44, il 25,6% fra i 45 e i 64, mentre infine il 10,9% era al di sopra dei 65 anni di età. L'età media della popolazione era di 39 anni. Per ogni 100 donne residenti vivevano 112,2 maschi.